# François Xavier de Vilander
François Xavier (de) Vilander de Landtsburg (Prossnitz, 13 maart 1755 – Aalst, 22 juni 1836) was een Zuid-Nederlands politicus.

## Levensloop
Hij werd geboren te Prossnitz als de zoon van Mathieu Vilander en Anne Ertel. Hij droeg de adellijke titel van ridder.
Op 16 oktober 1796 huwde hij te Aalst met Catharina Govaert. Hij was schepen en burgemeester van deze stad onder het Verenigd Koninkrijk der Nederlanden. 